# Пам'ятник полеглим робітникам верфі
Пам'ятник полеглим робітникам верфі (пол. Pomnik Poległych Stoczniowców 1970) — монумент у Гданську у вигляді трьох хрестів з якорями, встановлений у пам'ять про жертв заворушень в Польщі 1970 року, стоїть на відстані 30 метрів від місця загибелі перших трьох жертв.
Ідея створення пам'ятника була висунута у 1971 році, але її реалізація стала можливою лише після підписання історичних Гданських угод 31 серпня 1980 року. Проект пам'ятника створили робітники верфі і група художників — Богдан Петрушка, Веслав Шисляк, Роберт Пеплинський та Ельжбета Щодровська. Будівництвом монумента займалася бригада робітників верфі.
Пам'ятник був відкритий 16 грудня 1980 року, прем'єрою реквієму Lacrimosa композитора Кшиштофа Пендерецького, написаного в тому ж році.
У 1980-х роках перехрестя, на якому розташований монумент, служило відправною точкою для демонстрацій «Солідарності».

## Галерея

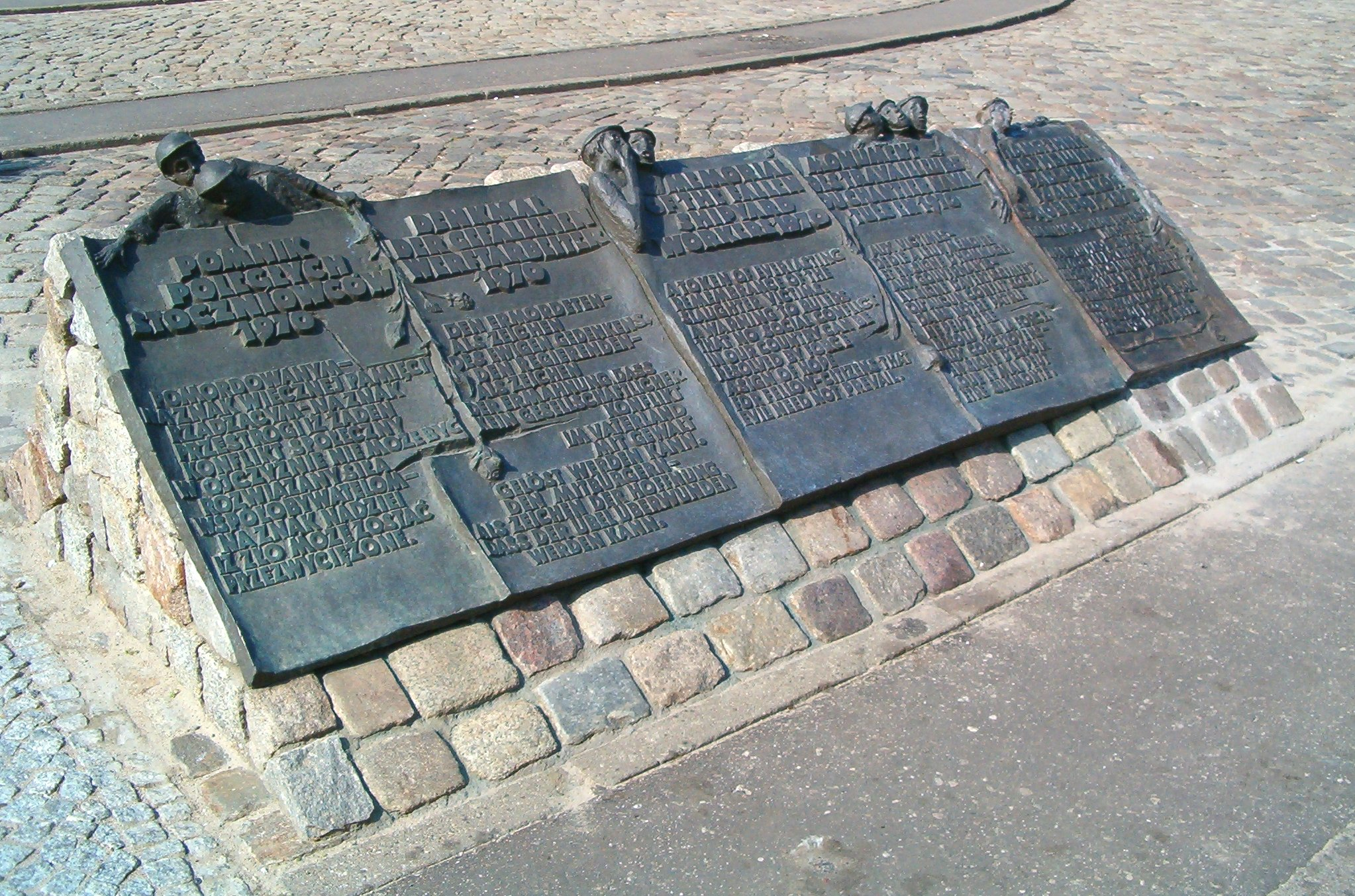
Частина меморіалу
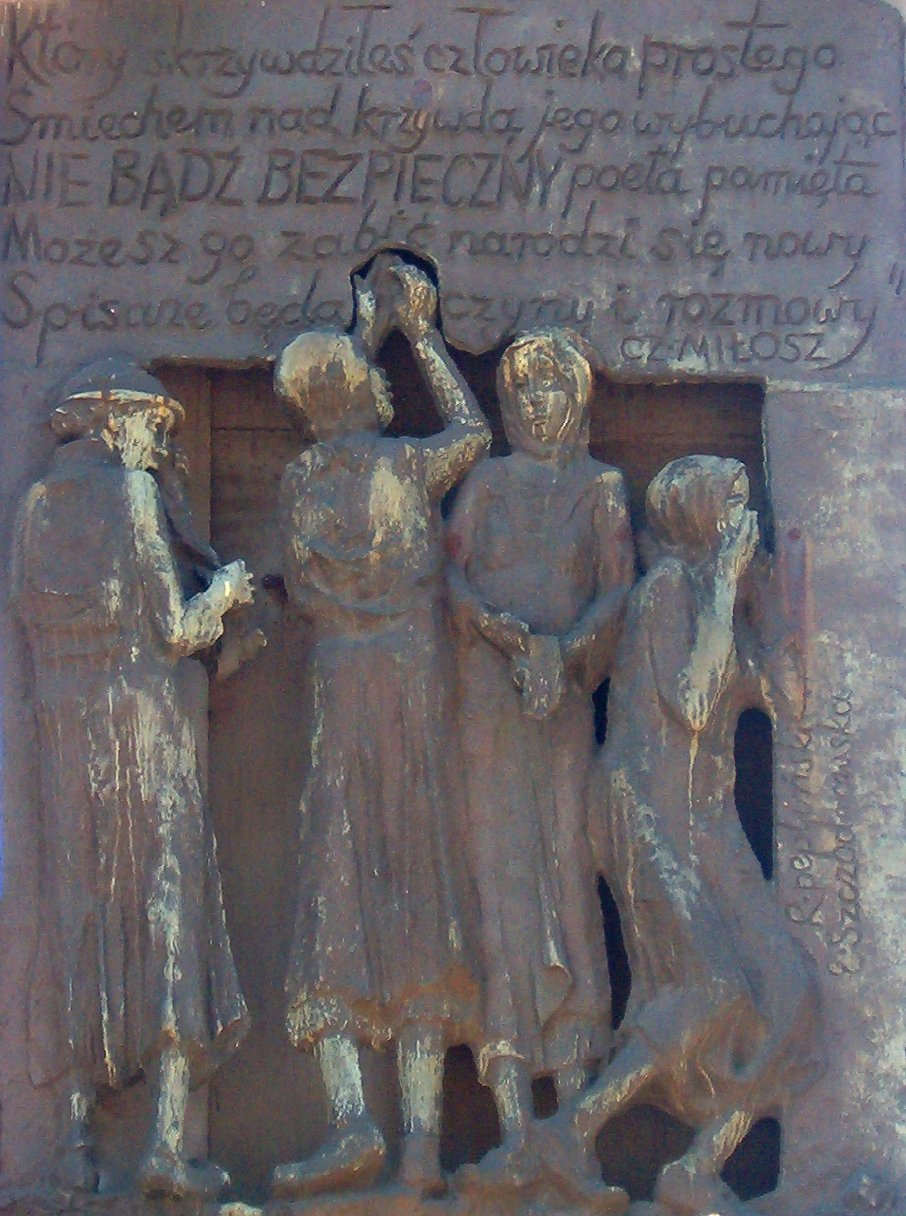
Поема Чеслава Мілоша
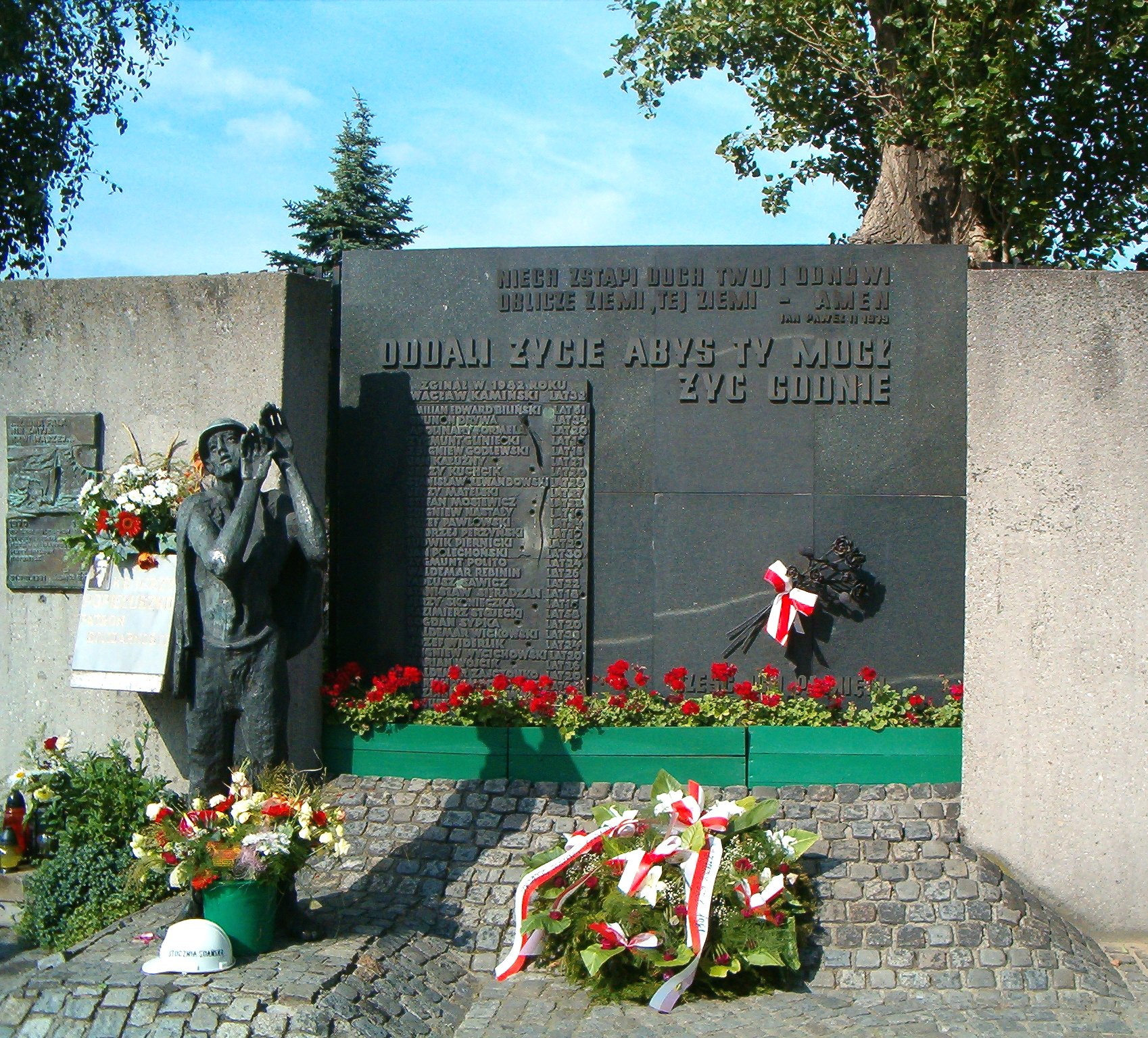
Список полеглих робітників
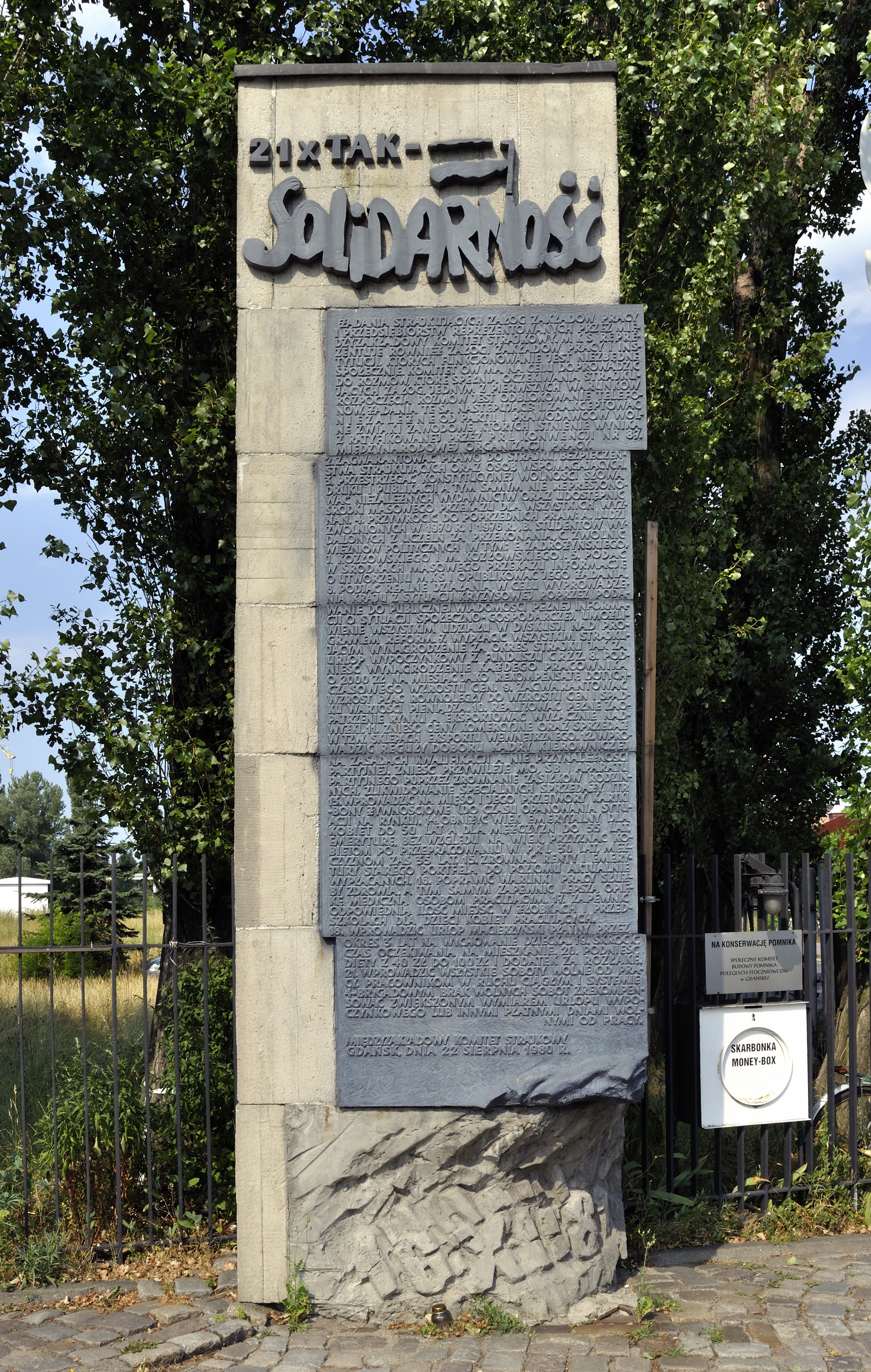
Стела «Солідарності»